# Punta d'Orny
La Punta d'Orny (3.271 m s.l.m. - in francese Pointe d'Orny) è una montagna del Massiccio Dolent-Argentière-Trient nelle Alpi del Monte Bianco.

## Descrizione
Si trova in Svizzera (Canton Vallese) non lontano dal confine con la Francia. La montagna sovrasta il ghiacciaio del Trient. Si può salire sulla vetta partendo dal Rifugio del Trient.